# 14 mai en sport
14 avril 14 juin
Chronologies thématiques
- Croisades
- Ferroviaires
- Disney

Le 14 mai (134e jour de l'année ou 135e en cas d'année bissextile) en sport.

## Événements

### XVIIIesiècle
- 1754 :
  - (Golf) : première partie de golf organisée par la Society of St-Andrews Golfers au golf de Saint-Andrews (Écosse). Voir l'article Royal and Ancient Golf Club of St Andrews.

### XIXesiècle
- 1859 :
  - (Football australien) : fondation du Melbourne Football Club.
- 1900 :
  - (JO) : ouverture des Jeux de Paris 1900.

### XXesièclede1901à1950
- 1906 :
  - (Football) : le FC Winterthur remporte le championnat de Suisse.
- 1911 :
  - (Sport automobile) : sixième édition de la Targa Floriosur le circuit des Madonies et victoire de l'Italien Ernesto Ceirano.
- 1949 :
  - (Sport automobile) : Juan Manuel Fangio remporte le Grand Prix automobile de Marseille couru sur le circuit de l'Avenue du Prado.

### XXesièclede1951à2000
- 1961 :
  - (Sport automobile /Formule 1) : au Grand Prix automobile de Monaco, victoire du Britannique Stirling Moss sur une Lotus-Climax.
- 1966 :
  - (Athlétisme) : l'Américain Bob Seagren porte le record du monde du saut à la perche à 5,32 mètres.
- 1972 :
  - (Sport automobile /Formule 1) : au Grand Prix automobile de Monaco, victoire du Français Jean-Pierre Beltoise sur une BRM.
- 1995 :
  - (Sport automobile /Formule 1) : au Grand Prix automobile d'Espagne, disputé sur le Circuit de Catalogne à Barcelone, victoire de l'Allemand Michael Schumacher sur Benetton-Renault.
- 1997 :
  - (Football) : Barcelone remporte la finale de la Coupe d'Europe des vainqueurs de coupes contre le Paris Saint-Germain 1-0. Le but est inscrit sur penalty par Ronaldo.
- 2000 :
  - (Natation) : à Sydney, le nageur australien Geoff Huegill bat le record du monde du 50 m papillon en grand bassin, le portant à 23 secondes 60.
- 2000 :
  - (Football) : la Lazio remporte le championnat d'Italie en battant la Reggina 3-0.

### XXIesiècle
- 2005 :
  - (Football) : le FCF Juvisy remporte le Challenge de France féminin, pour la première fois de son histoire, au détriment de l'Olympique lyonnais qui s'incline lors de la séance de tirs au but 4 à 5 après avoir fait match nul un but partout après les prolongations.
- 2006 :
  - (Sport automobile /Formule 1) : au Grand Prix automobile d'Espagne couru sur le circuit de Catalogne, victoire de l'espagnol Fernando Alonso sur une Renault.
- 2014 :
  - (Football /Ligue Europa) : en finale de la Ligue Europa, l'équipe du FC Séville s'impose face au Benfica Lisbonne à l'issue de l'épreuve des tirs au but. Malgré un match très ouvert, les deux équipes n'ont pas réussi à se départager lors du temps réglementaire et de la prolongation (0-0, 4 tirs au but 2).
- 2015 :
  - (Cyclisme sur route /Tour d'Italie) : l'Allemand André Greipel remporte au sprint la 6e étape du Tour d'Italie. L'Espagnol Alberto Contador retardé par une chute dans la ligne droite finale, garde le maillot rose de leader.
  - (Football /Ligue des champions féminine) : 1. FFC Francfort remporte la Ligue des champions féminine face au PSG (2-1).
- 2016 :
  - (Cyclisme sur route /Tour d'Italie) : sur la 8e étape du Tour d'Italie 2016, victoire de l'Italien Gianluca Brambilla qui prend le maillot rose.
  - (Football)
    - (Liga) : victorieux à Grenade (3-0) lors de la 38e journée de la Liga, le FC Barcelone conserve son titre et remporte le championnat d'Espagne pour la 24e fois de son histoire. Le Real Madrid termine à la deuxième place après son succès à La Corogne (2-0).
    - (Ligue 1) : sur la 38e et dernière journée de Ligue 1, l’AS Monaco assure sa 3e place en battant Montpellier (2-0) et disputera donc le 3e tour préliminaire de Ligue des Champions. Et ce malgré la victoire de Nice (3-2) contre Guingamp qui terminent donc à la 4e place devant Lille qui s'impose à Geoffroy Guichard contre Saint-Étienne (1-0). Concernant la lutte pour le maintien, Reims a longtemps cru sauver sa peau dans l’élite après sa victoire (4-1) contre Lyon. Mais c’était sans compter sur l’abnégation des Toulousains qui ont réussi à s’imposer (3-2). Ajaccio, Reims et Troyes retrouveront la Ligue 2 la saison prochaine. Enfin, pour sa dernière avec le maillot parisien, Zlatan Ibrahimović a inscrit un doublé et s’offre donc, avec 38 réalisations en Ligue 1, le record de buts inscrits par un joueur du PSG en une seule saison, record jusque-là détenu par Carlos Bianchi en 1977-1978 (37).

  - (Rugby à XV /Coupe d'Europe) : les Saracens sont les nouveaux champions d'Europe. Les Anglais ont dominé le Racing 92 en finale (9-21) et succèdent à Toulon, triple tenant du titre.
- 2019 :
  - (Cyclisme sur route /Tour d'Italie) : sur la 4e étape du Tour d'Italie 2019 qui se déroule entre Orbetello et Frascati, sur une distance de 235 km, victoire de l'Équatorien Richard Carapaz. Le Slovène Primož Roglič conserve son maillot rose et reprend même du temps sur les autres favoris.
- 2021 :
  - (Cyclisme sur route /Tour d'Italie) : sur la 7e étape du Tour d'Italie qui se déroule entre Notaresco et Termoli, sur une distance de 181 km, l'Australien Caleb Ewan remporte une seconde victoire au sprint. Le Hongrois Attila Valter conserve du Maillot rose.
  - (Natation sportive /Championnats d'Europe) : sur la 5e journée des championnats d'Europe de natation, au plongeon, chez les hommes, au tremplin à 3m, victoire du Russe Ievgueni Kouznetsov puis chez les femmes, sur la plateforme à 10m synchronisée, victoire des Russes Ekaterina Beliaeva et Yulia Timoshinina. En natation artistique, en duo libre, victoire des Russes Svetlana Kolesnichenko et Svetlana Romashina, en mixte libre, victoire des Russes Aleksandr Maltsev et Olesia Platonova puis par équipes libre, victoire des Ukrainiennes Maryna Aleksiiva, Vladyslava Aleksiiva, Marta Fiedina, Kateryna Reznik, Anastasiya Savchuk, Alina Shynkarenko, Kseniya Sydorenko et Yelyzaveta Yakhno.

## Naissances

### XIXesiècle
- 1870 :
  - Paul Baras, cycliste sur piste, pilote de courses automobile et de moto français. († 6 novembre 1941).
- 1872 :
  - Marcel Renault, pilote de courses automobile et industriel français. († 26 mai 1903).
- 1881 :
  - Ed Walsh, joueur de baseball américain. († 26 mai 1959).
- 1888 :
  - Erik Larsson, tireur à la corde suédois. Champion olympique aux Jeux de Stockholm 1912. († 23 août 1934).
- 1899 :
  - Roger Piteu, joueur de rugby à XV puis entraîneur français. Médaillé d'argent aux Jeux de Paris 1924. (15 sélections en équipe de France). († 26 février 1963).

### XXesièclede1901à1950
- 1910 :
  - Carlo Ceresoli, footballeur puis entraîneur italien. Champion du monde de football 1938. (8 sélections en équipe nationale). († 22 avril 1995).
- 1920 :
  - Knud Lundberg, footballeur danois. Médaillé de bronze aux Jeux de Londres 1948. (39 sélections en équipe nationale). († 12 août 2002).
- 1925 :
  - Ninian Sanderson, pilote de courses automobile d'endurance britannique. Vainqueur des 24 Heures du Mans 1956. († 1er octobre 1985).
- 1929 :
  - Gump Worsley, hockeyeur sur glace canadien. († 26 janvier 2007).
- 1933 :
  - Éric Battista, athlète de triple saut français.
- 1934 :
  - Aurelio Milani, footballeur italien. Vainqueur des Coupe des clubs champions 1964 et 1965. (1 sélection en équipe nationale). († 25 novembre 2014).
- 1942 :
  - Jacques Henry, pilote de courses automobile d'endurance et de rallyes français. († 19 novembre 2016).
  - Tony Pérez, joueur de baseball cubain.
- 1945 :
  - Yochanan Vollach, footballeur puis dirigeant sportif israélien. (12 sélections en équipe nationale).
- 1948 :
  - Bob Woolmer, joueur de cricket puis entraîneur anglais. (18 sélections en test cricket). († 18 mars 2007).
- 1950 :
  - Maurice Le Guilloux, cycliste sur route français.

### XXesièclede1951à2000
- 1955 :
  - Daniel Bertoni, footballeur argentin. Champion du monde de football 1978. Vainqueur des Copa Libertadores 1973, 1974 et 1975. (31 sélections en équipe nationale).
  - Dennis Martínez, joueur de baseball nicaraguayen.
- 1957 :
  - Marino Lejarreta, cycliste sur route espagnol. Vainqueur du Tour d'Espagne 1982.
- 1961 :
  - Alain Vigneault, hockeyeur sur glace puis entraîneur canadien.
- 1962 :
  - Paoline Ékambi, basketteuse française. Médaillée d'argent au Championnat d'Europe de basket-ball féminin 1993. (254 sélections en équipe de France).
- 1963 :
  - Pat Borders, joueur de baseball américain.
- 1967 :
  - Natasha Kaiser-Brown, athlète de sprint américaine. Médaillée d'argent du relais 4 × 400 m aux Jeux de Barcelone 1992. Championne du monde d'athlétisme du relais 4 × 400 m et médaillée d'argent du 400 m 1993.
- 1968 :
  - Peter Ahola, hockeyeur sur glace finlandais.
- 1969 :
  - Stéphan Grégoire, pilote de courses automobile d'endurance français.
- 1970 :
  - Mikel Zarrabeitia, cycliste sur route espagnol.
- 1973 :
  - Jonny Kane, pilote de courses automobile d'endurance britannique.
  - Voshon Lenard, basketteur américain.
- 1974 :
  - Matteo Tosatto, cycliste sur route italien.
- 1975 :
  - Nicki Sørensen, cycliste sur route danois.
- 1977 :
  - Roy Halladay, joueur de baseball américain. († 7 novembre 2017).
- 1979 :
  - Mickaël Landreau, footballeur puis consultant TV français. (11 sélections en équipe de France).
  - Edwige Lawson-Wade, basketteuse française. Médaillée d'argent aux Jeux de Londres 2012. Championne d'Europe de basket-ball 2001. Victorieuse des Euroligue féminine de basket-ball 2002, 2004 et 2005. (193 sélections en équipe de France).
- 1981 :
  - Mohamed Diop, basketteur sénégalais. (20 sélections ne équipe nationale).
- 1982 :
  - Ai Shibata, nageuse japonaise. Championne olympique du 800 m aux Jeux d'Athènes 2004.
- 1983 :
  - Frank Gore, joueur de foot U.S. américain.
  - Uroš Slokar, basketteur slovène. (76 sélections en équipe nationale).
  - William Souza, footballeur brésilien.
- 1984 :
  - Hassan Yebda, footballeur franco-algérien. (26 sélections avec l'équipe d'Algérie).
- 1985 :
  - Gary Ablett, australien et joueur de football australien.
  - Thibault Lacroix, joueur de rugby à XV français. (2 sélections en équipe de France).
- 1986 :
  - Mustapha Elhadji Diallo, footballeur sénégalais. (4 sélections en équipe nationale).
  - Clay Matthews III, joueur de foot U.S. américain.
- 1987 :
  - François Steyn, joueur de rugby à XV sud-africain. Champion du monde de rugby à XV 2007 et 2019. Vainqueur du Tri-nations 2009 et du Challenge européen 2016. (55 sélections en équipe nationale).
  - Ben Woollaston, joueur de snooker anglais.
- 1989 :
  - Rob Gronkowski, joueur de foot U.S. américain.
  - Jon Leuer, basketteur américain.
  - Meredith Schamun, volleyeuse américaine.
- 1990 :
  - Stuart Carrington, joueur de snooker anglais.
- 1991 :
  - Christelle Manga, handballeuse française.
  - Lucía Fresco, volleyeuse argentine. (68 sélections en équipe nationale).
- 1992 :
  - Nouha Dicko, footballeur franco-malien. (3 sélections avec l'équipe du Mali).
- 1993 :
  - Kristina Mladenovic, joueuse de tennis française.
- 1994 :
  - Marquinhos, footballeur brésilio-portugais. (34 sélections avec l'équipe du Brésil).
- 1998 :
  - Milan Milić, handballeur serbe. (13 sélections ne équipe nationale).
  - Aaron Ramsdale, footballeur anglais. (4 sélections ne équipe nationale).
- 2000 :
  - José Gragera, footballeur espagnol.

### XXIesiècle
- 2002 :
  - Zach Edey, basketteur canadien.
  - Nolann Le Garrec, joueur de rugby à XV français. (1 sélection en équipe de France).
- 2004 :
  - Yves Missi, basketteur camerounais.
  - Saliou Niang, basketteur italo-sénégalais.
  - Kota Tawaratsumida, footballeur japonais.
- 2005 :
  - Amadou Koné, footballeur ivoirien.

## Décès

### XXesièclede1901à1950
- 1926 :
  - Adolf Bergman, 47 ans, tireur à la corde suédois. Champion olympique aux Jeux de Stockholm 1912. (° 14 avril 1879).

### XXesièclede1951à2000
- 1961 :
  - Harry Parker, 88 ans, joueur de tennis néo-zélandais. (° 6 mai 1873).
- 1969 :
  - Frederick Lane, 89 ans, nageur australien. Champion olympique du 200 m nage libre et du 200 m nage avec obstacles aux Jeux de Paris 1900. (° 2 février 1880).
  - Raymond Louviot, 60 ans, cycliste sur route français. (° 17 décembre 1908).
- 1981 :
  - Michele Andreolo, 68 ans, footballeur uruguayen puis italien. Champion du monde de football 1938. (26 sélections avec l'équipe d'Italie). (° 6 septembre 1912).
- 1989 :
  - Joe Primeau, 83 ans, hockeyeur sur glace puis entraîneur canadien. (° 29 janvier 1906).
- 1991 :
  - Aladár Gerevich, 81 ans, sabreur hongrois. Champion olympique par équipes aux Jeux de Los Angeles 1932, champion olympique par équipes et médaillé de bronze en individuel aux Jeux de Berlin 1936, champion olympique en individuel et par équipes aux Jeux de Londres 1948, champion olympique par équipes, médaillé d'argent en individuel et de bronze du fleuret par équipes aux Jeux d'Helsinki 1952, champion olympique par équipes aux Jeux de Melbourne 1956 et aux Jeux de Rome 1960. Champion du monde d'escrime du sabre par équipes 1933 et 1934, en individuel et par équipes 1935, par équipes 1937, en individuel et par équipes 1951, par équipes 1953 et 1954, en individuel et par équipes 1955, par équipes 1957 et 1958. (° 16 mars 1910).
- 1995 :
  - Jean Laurent, 88 ans, footballeur français. (9 sélections en équipe de France). (° 30 décembre 1906).

### XXIesiècle
- 2002 :
  - Claude Boniface, 72 ans, joueur français de rugby à XV. (° 5 mars 1930).
- 2003 :
  - Dave DeBusschere, 62 ans, basketteur américain. (° 16 octobre 1940).
- 2007 :
  - Jean Saubert, 65 ans, skieuse alpine américaine. Médaillé d'argent du géant et de bronze du slalom aux Jeux d'Innsbruck 1964. (° 1er mai 1942).
- 2016 :
  - André Wicky, 87 ans, pilote de courses automobile suisse. (° 22 mai 1928).